# Ostafrikanische Währungsunion
Die Ostafrikanische Währungsunion ist eine geplante Währungsunion der fünf Staaten der Ostafrikanischen Gemeinschaft.
Bei einem Treffen der Staats- bzw. Ministerpräsidenten von Kenia, Tansania, Uganda, Ruanda und Burundi am 30. November 2013 in Kampala wurde eine Absichtserklärung zu einer gemeinsamen Währungszone unterzeichnet. Diese Währungs- und Wirtschaftsunion soll innerhalb der nächsten zehn Jahre realisiert werden.